# Maximus (comics)
Maximus (também conhecido como Maximus o louco ou o magnífico) é um supervilão que aparece nas revistas de Banda desenhada Americana publicadas pela Marvel Comics. O personagem é retratado como um membro e antagonista dos Inumanos. Criado pelo escritor Stan Lee e pelo artista Jack Kirby, ele apareceu pela primeira vez em Fantastic Four #47 (fevereiro de 1966).
Maximus foi retratado na série de televisão Inhumans do Universo Cinematográfico Marvel (MCU) de 2017, de Iwan Rheon e Aidan Fiske.